# Q-systemet
Q-systemet är en geoteknisk system för att värdera berg och jords stabilitet. Systemer uvecklades utsprungligen som en hjälpmedel för tunnelbygge. Systemet används dels i tunnlar som byggs som del av olika länders vägnät samt i tunnlarna i underjordiska gruvor. Q-systemet uppfanns i Norge i början av 1970-talet för att kvalitetssäkra tunnlar med en ekonomisk förstärkning längst väggar och tak jämfört med de massiva betongvalven som hade fram till dess varit den vanliga.  Systemet används ofta som del av en större arbetsmetod för tunnelbygge som kallas för Norwegian Methods of Tunneling (NMT).
Centralt i Q-systemet är beräknandet av Q-värdet. Denna siffra beräknas genom multiplikation och delning av sex olika index:
{\displaystyle Q={\frac {RQD}{J_{n}}}\times {\frac {J_{r}}{J_{a}}}\times {\frac {J_{w}}{SRF}}}